# Cariboptila aurulenta
Cariboptila aurulenta är en nattsländeart som beskrevs av Oliver S. Flint Jr. 1974. Cariboptila aurulenta ingår i släktet Cariboptila och familjen stenhusnattsländor. Inga underarter finns listade i Catalogue of Life.